# Automolis insignis
Automolis insignis är en fjärilsart som beskrevs av Sergius G. Kiriakoff 1959. Automolis insignis ingår i släktet Automolis och familjen björnspinnare. Inga underarter finns listade i Catalogue of Life.